# Riuttajärvi (sjö i Lieksa, Norra Karelen, 63,23 N, 30,56 Ö)
Riuttajärvi är en sjö i kommunen Lieksa i landskapet Norra Karelen i Finland. Den är 19,4 meter djup. Arean är 47 hektar och strandlinjen är 5,24 kilometer lång. Sjön  ingår i Vuoksens huvudavrinningsområde.   Den ligger omkring 80 kilometer nordöst om Joensuu och omkring 450 kilometer nordöst om Helsingfors. 